# Święty Kewin

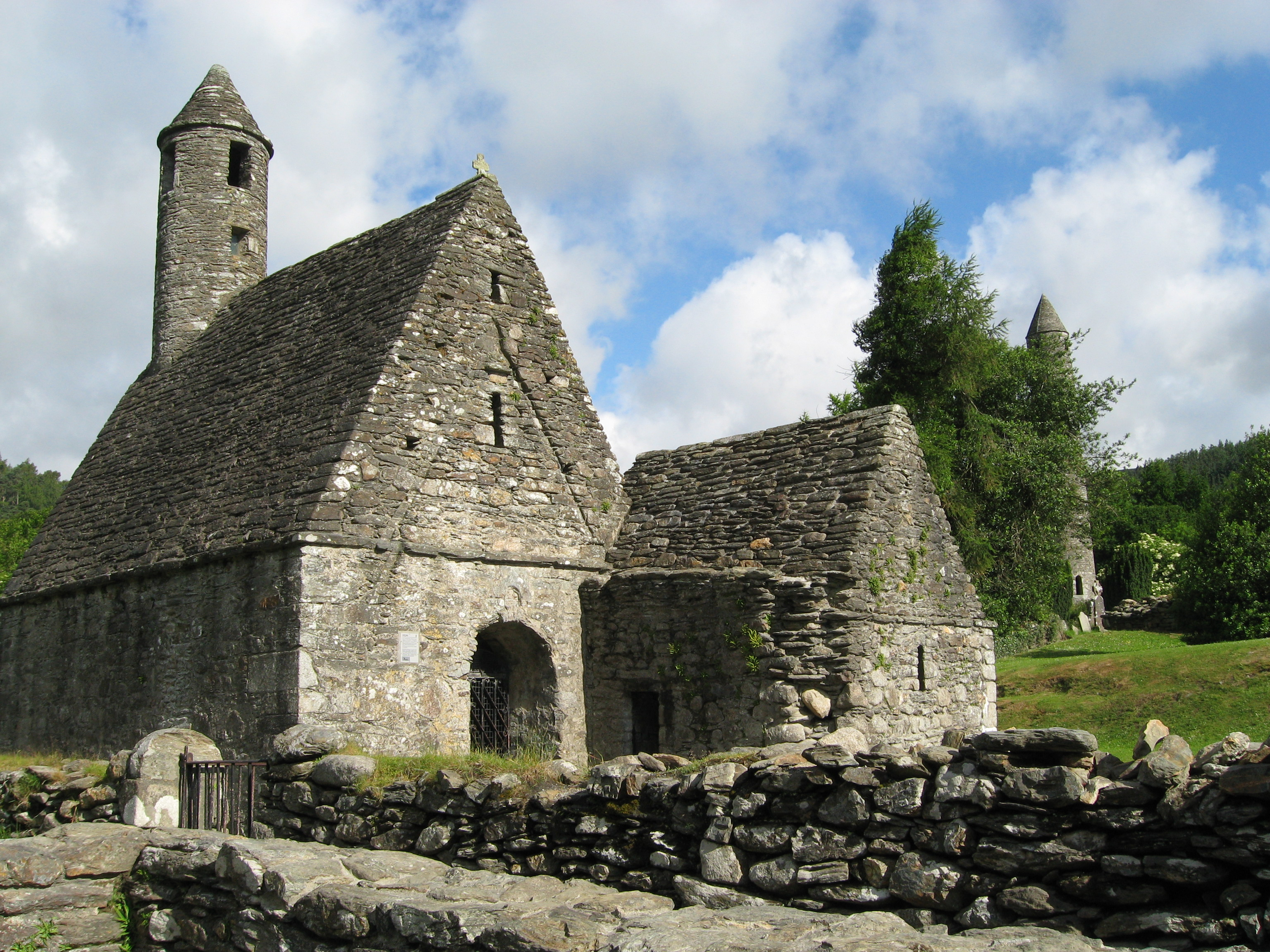
Kościół św. Kewina w Glendalough.

Święty Kewin, irl. Caoimhín, st. irl. Coemgen, łac. Coemgenus, dosł. dobrze urodzony (ur. ok. 498, zm. ok. 618) – pustelnik, opat w Glendalough, święty Kościoła katolickiego.
Był potomkiem jednej z panujących rodzin w Leinster w Irlandii. Ochrzczony został przez św. Kronana, biskupa-opata Roscrei. Podejmował naukę pod kierunkiem trzech duchownych. Jego nauczycielami byli: św. Eugeniusz (irl. Éogan ), Lochan i Eanna. Naukę skończył pod patronatem św. Petroka. 
Początkowo mieszkał w Kilnamanagh (dzisiejsze Tallaght), ale przeniósł się do Glendalough, aby odsunąć się od innych mnichów, którzy wybudowali tam klasztor. Klasztor ów, według sprawozdań lokalnej społeczności, został zniszczony w latach 70. XX wieku, podczas budowy nowego osiedla mieszkaniowego. Jedyną pozostałością jest studnia, która utrzymywana jest przez lokalną społeczność w parku. Do dziś patronem parafii Kilnamanagh jest św. Kewin. 
Legenda głosi, iż kiedy przebywał w pustelni, miał objawienie anioła, który nakazał mu wybudować kościół. Wtedy to, wraz z grupą mnichów, założył klasztor w Glendalough (hrabstwo Wicklow). 
Podania wspominają, że święty gardził towarzystwem innych ludzi, zwłaszcza kobiet. Chcąc dotrzymać czystości, wepchnął jedną z kobiet w pokrzywy. Po przybyciu do Glendalough, przez siedem lat mieszkał w pustelni (znanej jako „Łoże św. Kewina”). 
Zmarł około roku 618 roku i według legendy dożył wieku 120 lat.
Informacje pochodzące z późnych żywotów są świadectwem wczesnego ascetyzmu w Irlandii.
Symbolika
- Zwierzęciem tradycyjnie towarzyszącym św. Kewinowi jest kos.
- W Irlandii imię świętego było synonimem „mężczyzny chłodnego w relacjach z kobietami” jeszcze w XIX wieku.

Dzień obchodów
Jego wspomnienie liturgiczne obchodzone jest 3 czerwca.
Według zapisów z Glendalough 3 czerwca było dniem hucznych obchodów ku czci patrona jeszcze w XVIII i XIX wieku.